# Drakfiskartade fiskar
Drakfiskartade fiskar (Stomiiformes) är en ordning av djuphavslevande fiskar som uppvisar många särskilda morfologiska anpassningar som hjälper dem att överleva, till exempel mycket stora och flexibla käkar, påfallande långa och vassa tänder, förlängda fenstrålar eller skäggtömmar som är försedda med ljusorgan för att locka till sig byten, samt fotoforer (lysorgan) på kroppen. Dessa organ saknas endast hos en ingående art.
Lysorgan används främst för att förvirra fiender och i viss mån för att hitta byten.
Drakfiskartade fiskar finns i alla hav med undantag av centrala delar av Norra ishavet och havsområden närmast Antarktis.
De flesta arter inom ordningen är relativt små fiskar med långsträckt kropp och proportionellt sett stort huvud. Många saknar fjäll, men det finns även arter som har fjäll, till exempel huggormsfiskar. Ofta är kroppen svart eller brun, vilket gör individerna svårare att upptäcka i djuphavets mörka vatten, men det finns även exempel på arter som har silverfärgade eller närmast genomskinliga kroppar.
Drakfiskartade fiskar är rovlevande och deras byten är främst andra djuphavslevande fiskar och kräftdjur. Många arter har ett levnadssätt som innefattar att de tillbringar dagen på djupt vatten, men nattetid simmar upp närmare ytan för att jaga.
Äggen lämnas fritt i vattnet och efter ett larvstadium vandrar ungarna till djuphavet.
Det ingående släktet Cyclothone har uppskattningsvis en population av flera biljoner exemplar.
Ordningen utgörs av 5 familjer.
- Diplophidae (familjen bildades 2006 och Fishbase har ingen beskrivning än)
- Gonostomatidae
- Phosichthyidae
- Sternoptychidae
- Stomiidae